# Sarah Bonnici

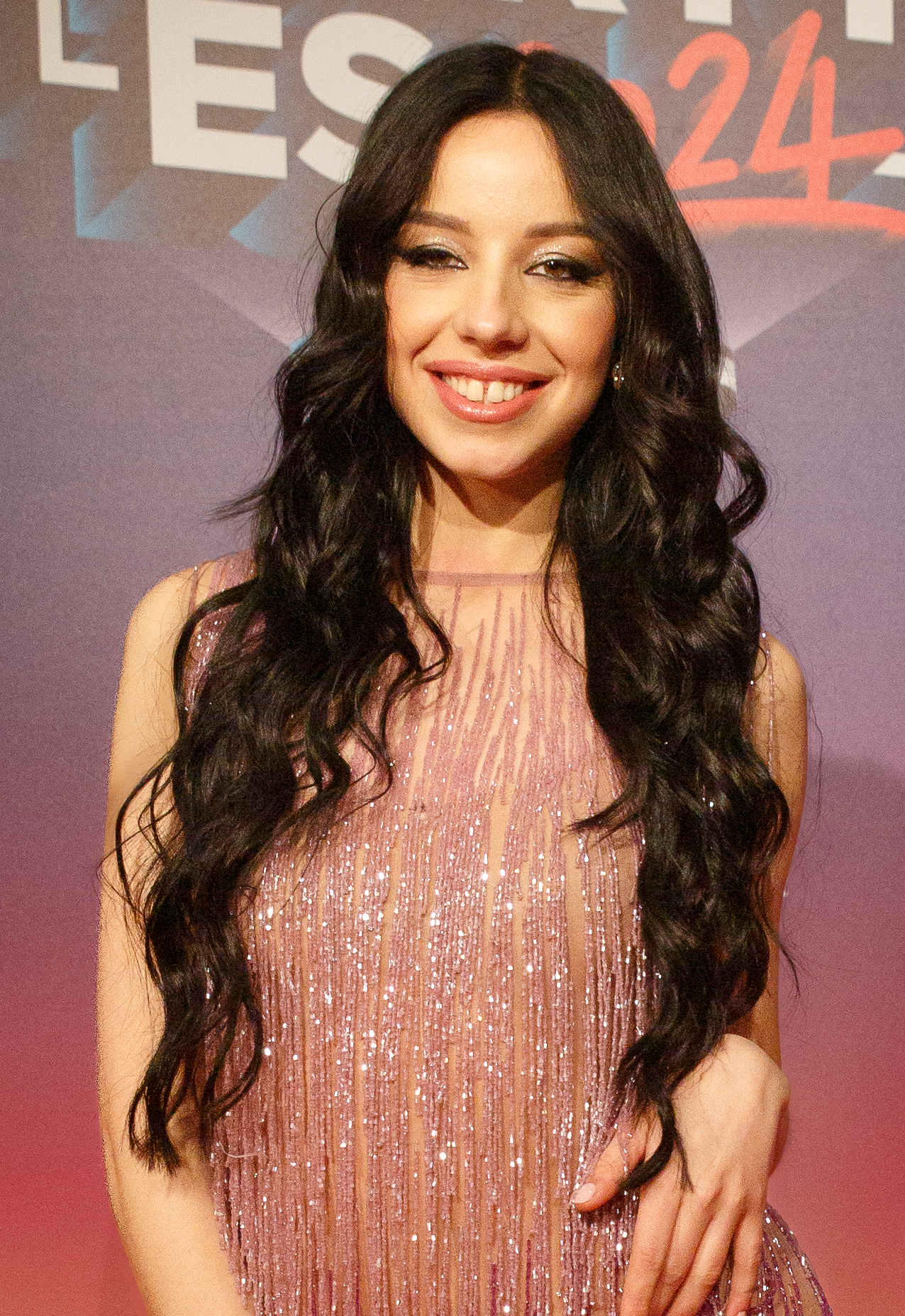
Sarah Bonnici (2024)

Sarah Bonnici (* 30. Mai 1998) ist eine maltesische Sängerin. Sie vertrat Malta beim Eurovision Song Contest 2024 in Malmö mit dem Song Loop.

## Karriere
2009 nahm Bonnici am Malta Junior Eurovision Song Contest teil und belegte den dritten Platz. Im Folgejahr nahm sie erneut an demselben Wettbewerb teil und belegte mit „Kitty Kitty Cat“ Platz 7. Dieser Auftritt gab ihr die Gelegenheit, beim Junior Eurovision Song Contest 2010 als Tänzerin mit Maltas Vertreterin Nicole Azzopardi zusammenzuarbeiten. Bonnici belegte beim Ti Amo Festival in Rumänien den ersten Platz in ihrer Kategorie und gewann mit dem Lied „Vivrà ancora“ auch die Kategorie „Originallied“.
Im Jahr 2018 nahm Bonnici an X Factor Malta teil.
Bonnici nahm mit „Heaven“ am Malta Eurovision Song Contest 2022 teil und belegte im Finale den 12. Platz. Am 18. Oktober 2023 wurde sie mit dem Song Loop unter den Teilnehmern des Malta Eurovision Song Contest 2024 bekannt gegeben und später für die erste Show der Halbfinalphase am 27. Oktober ausgewählt. Am Ende der Runde, Ende November, wurde bekannt gegeben, dass sie zu den Qualifikanten für das Finale am 3. Februar 2024 gehört. Dort gewann sie die Jury-Abstimmung und belegte mit 102 Punkten den ersten Gesamtrang. Sie wurde ausgewählt, Malta beim Eurovision Song Contest 2024 zu vertreten. Im zweiten Halbfinale vom 9. Mai 2024 konnte sie sich nicht für das Finale qualifizieren. Insgesamt belegte sie nur den 34. von 37 Plätzen.

## Diskografie

### Singles
- 2009: The Mambo Song
- 2010: Kitty Kitty Cat
- 2015: Bandwagon
- 2017: Breathe Your Love
- 2018: Il-pinna
- 2022: Heaven
- 2023: Never Ever
- 2024: Loop
- 2024: Hold Me Closer
- 2024: Lose
- 2024: Love You Like That
- 2025: Is This How It Ends?